# Budowa okrętu
Każdy okręt (statek) stanowi zamkniętą bryłę o kształtach nieregularnych, której wyporność jest większa od jej ciężaru. Okręt zbudowany jest z następujących części: kadłuba, pokładu i nadbudówki (pokładówek).  
Kadłub – w zależności od użytych materiałów do jego budowy może być stalowy, drewniany, lub z tworzyw sztucznych.
Pokład – układa się i zamocowuje na pokładnikach. Pokłady mogą być stalowe, drewniane lub stalowe z drewnianym lub innym pokryciem.
Na otwartych pokładach wzdłuż obu burt zamontowane są ochrony w postaci: nadburcia (falszburty) – to jest części burty wystającej ponad pokład oraz relingów. W poszyciu pokładu znajdują się otwory niezbędne do zapewnienia właściwej eksploatacji okrętu. Są to: luki, zejściówki, świetliki, otwory do pomierzania zbiorników, nawiewniki i wywiewniki. 
- Nadbudówki (pokładówki)– są to wszystkie pomieszczenia zamknięte umieszczone na pokładzie głównym. W zależności od swoich wymiarów, okręt może mieć jedną lub więcej nadbudówek. W nadbudówkach oprócz pomieszczeń bojowych znajdują się pomieszczenia o charakterze socjalno – bytowym, gospodarczym i inne.

- Maszt – to metalowa konstrukcja ściśle związana z kadłubem okrętu. Przeznaczony jest do rozmieszczania na nim niektórych stanowisk bojowych, urządzeń antenowych, reflektorów i świateł. Najczęściej spotykanymi masztami są maszty zwykłe i trójnożne. Jednym z głównych elementów masztu jest reja, czyli pozioma belka zamocowana w górnej części masztu, prostopadle do osi masztu i osi symetrii statku. Mocowane do niej bloczki z linkami pozwalają na podnoszenie znaków okrętowych i flag sygnałowych.

## Główne parametry okrętu
Główne wymiary i wielkości każdej jednostki pływającej to: 
- Długość całkowita – mierzona między skrajnymi punktami dziobu i rufy.
- Długość pomiędzy pionami - długość mierzona w płaszczyźnie symetrii statku, od pionu dziobowego do pionu rufowego.
- Szerokość – mierzona w najszerszym miejscu z pominięciem odbojnic.
- Zanurzenie – odległość mierzona pionowo od stępki do powierzchni wody. Wyróżnia się zanurzenie dziobowe, rufowe, maksymalne. Cyfry skali oznaczające zanurzenie, są wypunktowane i wymalowane na dziobie i na rufie po obu burtach.
- Wyporność  – objętość bryły wody którą okręt wypiera. Wyróżnia się wyporność standardową, normalną, pełną i maksymalną. Waha się ona od kilkudziesięciu ton (motorówki) do kilku tysięcy ton (niszczyciele) lub nawet kilkunastu tysięcy ton i więcej (lotniskowce).
  - standardowa – okręt w pełni wyposażony z załogą, amunicją i żywnością ale bez zapasów paliwa, smarów i wody kotłowej.
  - normalna – to wyporność standardowa plus 50% zapasów[potrzebny przypis].
  - pełna – to wyporność okrętu gotowego do wykonania zadania posiadającego pełne zapasy
  - maksymalna – to wyporność pełna plus dodatkowy ciężar jaki może przyjąć okręt zachowując określony zapas pływalności.
- Prędkość – wyróżnia się prędkość:
  - maksymalną - to  jest prędkość, jaką okręt może osiągnąć i utrzymać przez dłuższy czas przy pełnej wyporności;
  - ekonomiczną – to jest prędkość przy której okręt zużywa minimalną ilość paliwa i może przejść największą ilość mil morskich;
  - minimalną – to jest prędkość przy której okręt słucha jeszcze steru.

## Budowa kadłuba okrętu
Do zasadniczych części składowych kadłuba należą:
- szkielet
- wodoszczelne poszycie.

Szkielet służy do nadania kadłubowi sztywności. Cała konstrukcja kadłuba opiera się na szkielecie, do którego przymocowane jest wodoszczelne poszycie 
Głównymi elementami szkieletu są: 
- Stępka – stanowi jak gdyby kręgosłup okrętu. Znajduje się ona na samym spodzie okrętu i biegnie przez całą jego długość.
- Dziobnica – stanowi zakończenie dziobu kadłuba. Wykonuje się ją z odpowiednio wygiętej i wzmocnionej blachy.

Tylnica – stanowi zakończenie rufowej, podwodnej części kadłuba gdzie łączy się poszycie obu burt, a ponadto służy do zamocowania wylotu wału śrubowego oraz łożysk nośnych steru.
- Wręgi – są ułożone poprzecznie i stanowią jak gdyby żebra szkieletu kadłuba. Służą one do nadania kadłubowi poprzecznej wytrzymałości, odpowiedniego kształtu oraz do przymocowania blach poszycia. Wręgi ustawia się w regularnych odstępach (50 – 95 cm) dla poszczególnych rejonów okrętu i liczy się kolejno od rufy do dziobu.
- Dennik – poprzeczna blacha na dnie okrętu, rozciągająca się od burty do burty w płaszczyźnie wręgu.
- Wzdłużniki – na dużych okrętach, w celu zwiększenia wzdłużnej wytrzymałości, łączy się denniki i wręgi wzdłużnymi wiązaniami: denniki – wzdłużnikami dennymi a wręgi – wzdłużnikami burtowymi. Pokładniki łączy się od dołu wiązaniami zwanymi – wzdłużnikami pokładowymi.

- Pokładniki – elementy łączące wręgi obu burt, nadające okrętowi sztywność poprzeczną. Pokładniki służą również do układania na nich pokładów. Pokładniki z wręgami łączy się za pomocą trójkątnych blach zwanych węzłówkami.
- Zrębnice lukowe – stosuje się jeżeli zachodzi konieczność wycięcia otworów w pokładach. Poprzecinane wówczas pokładniki zamocowuje się za pomocą zrębnic lukowych.

- Poszycie kadłuba okrętu składa się z blach, których grubość zależnie od wielkości i przeznaczenia okrętu – wynosi od kilku do kilkunastu i więcej milimetrów.

## Grodzie i przedziały wodoszczelne
W celu zwiększenia niezatapialności, wnętrze okrętu musi być podzielone grodziami wodoszczelnymi. Grodzie wodoszczelne są to płaskie pionowe ściany z blachy wzmocnione usztywnieniami z różnych kształtowników. Dzielą się w zależności od przeznaczenia na wodoszczelne i lekkie (tzw. przegrody), w zależności od ich położenia – na wzdłużne i poprzeczne. Grodzie dzielą okręt na przedziały wodoszczelne, które w przypadku przebicia podwodnej części kadłuba uniemożliwiają rozprzestrzenianie się wody zaburtowej po całym okręcie, a w przypadku pożaru nie pozwalają na jego rozszerzanie się. W razie uszkodzenia poszycia podwodnej części kadłuba woda zapełni tylko jeden przedział, tak że okręt nie zatonie a jedynie zwiększy swoje zanurzenie. Liczba grodzi wodoszczelnych zależy od długości okrętu. Grodzie znajdujące się na dziobie i na rufie nazywają się grodziami zderzeniowymi. Pozostałe grodzie ograniczają przestrzeń poszczególnych przedziałów np. maszynowego. Wszystkim przedziałom wodoszczelnym nadaje się numery, cyfry rzymskie, licząc kolejno od dziobu do rufy i z dołu do góry, np. I; II, III, IV,...itd.

## Włazy okrętowe
Do komunikacji między poszczególnymi  przedziałami służą drzwi wodoszczelne (włazy) i przełazy (włazy wychodzące na pokład), które są hermetycznie zamykane. Włazy wykonane są z płyty stalowej o zagiętych krawędziach wzdłuż których umocowana jest gumowa uszczelka. Otwory włazów mają klinowe występy, na które przy zamykaniu zachodzą rygle, mające rękojeści po obu stronach włazu. Pozwala to na otwieranie i zamykanie włazów z zewnątrz i od wewnątrz przedziału. Otwory włazów mogą być zaopatrzone w motylkowe nakrętki służące do silnego przyciśnięcia pokrywy włazu do krawędzi otworu.
Wszystkie włazy okrętowe dzieli się na trzy kategorie i oznacza literami: Z, R, A od wyrazów – „zamknięte”, „rozkaz”, „alarm”
- „Z”- Są to włazy do komór amunicyjnych i pomieszczeń z materiałami łatwopalnymi, do studzienek zaworów dennych. Powinny być zawsze zamknięte i zaplombowane. Mogą je otwierać tylko osoby zawiadujące ww. pomieszczeniami – na rozkaz dowódcy działu lub polecenie oficera dyżurnego okrętu. Zamyka się je natychmiast po ustaniu przyczyny otwarcia. Fakt otwarcia i zamknięcia odnotowuje się w dzienniku zdarzeń.
- „R”- Są to włazy rozmieszczone na międzypokładach, pokładzie głównym i w nadbudówkach nie oznaczone literą „Z”. Rygluje się je na rozkaz oficera wachtowego. Po wykonaniu rondy wieczornej oraz podczas przygotowania okrętu do wyjścia w morze i pływania w sytuacjach utrudnionych. Jeżeli nie ma konieczności uszczelniania przedziałów otwiera się je na rozkaz – otworzyć włazy wodoszczelne.
- „A” - Są to włazy położone powyżej linii wodnej, na pokładzie głównym i kondygnacjach nadbudówek. Włazy te rygluje się po ogłoszeniu wszelkiego rodzaju alarmów.